# 孝太郎Wキッチン
『孝太郎Wキッチン』（こうたろうダブルキッチン）は、2007年10月16日から2008年3月25日までフジテレビ系列でされていた料理番組である。イザワオフィス制作。
2008年4月6日から9月14日までは、関西テレビで日曜日6：30 - 7：00（第3、4日曜日除く）に放送された。（第14回放送で終了）

## 番組概要
番組MCの小泉孝太郎と上地雄輔が、手料理でゲストを振舞い、食事をしながらトークを展開する。番組の最後には、ゲストが「値段をつける」ことで料理を判定する。

## 出演者
- 小泉孝太郎
- 上地雄輔
- ほかゲスト毎回1組～2組（しかし、和田アキ子や高田純次のように2回連続の場合もある）
- 中村仁美（フジテレビアナウンサー、ナレーション）

## 歴代ゲスト と レシピ
※以下の放送日程はフジテレビ放送時でのものです。

### 2007年
- 第1回(10/17) 和田アキ子（1） ＜筑前煮＞ ＜キノコのパスタ＞ ＜ハンバーグ＞
- 第2回(10/24) 和田アキ子（2） ＜戻り鰹のコチュジャン風味＞ ＜ガーリックきのこ＞
- 第3回(10/31) 和田アキ子（3） ＜豚肉とキャベツの柚胡椒炒め＞
- 第4回(11/7) 菊川怜 ＜シーフードとレンコンのピリッとイタリアン＞ ＜花野菜のからし醤油添え＞
- 第5回(11/14) 柴田理恵 ＜鴨と秋野菜の揚げだし＞ ＜焼きホタテと三つ葉の磯辺和え＞
- 第6回(11/21) つんく ＜かぶの明太子和え＞ ＜ゆで鶏キムチ＞
- 第7回(11/28) 榊原郁恵 ＜揚げ里芋のカルボナーラ風＞ ＜豚肉のハーブロースト＞
- 第8回(12/5) 相田翔子 ＜鶏肉のマヨ味噌チーズ焼き＞ ＜マッシュルームとベビーリーフのチーズドレッシング＞
- 第9回(12/12) アンタッチャブル ＜鮭のきのこソース＞ ＜あさりと豆腐のにんにく醤油＞
- 第10回(12/19) MEGUMI ＜ふろふき大根のカニとろ～りあんかけ＞ ＜スティックミートローフ＞

### 2008年
- 第11回(1/9) 松本伊代 ＜牛肉ときのこのオイスターソース炒め＞ ＜大根と帆立のわさびマヨネーズサラダ＞
- 第12回(1/16) 萬田久子 ＜クレソン・レタスのサラダパルミジャーノチップ添え＞ ＜ぶりの南蛮煮＞
- 第13回(1/23) 千秋 ＜豚バラ肉と水菜のさっぱりサラダ＞ ＜カリフラワーとベーコンのミルク煮＞
- 第14回(1/30) 勝俣州和 ＜マスタードチキンの香草パン粉焼き＞ ＜まぐろとチーズのタルタル＞
- 第15回(2/6) さとう珠緒 ＜かにとブロッコリーのとろ～りグラタン＞ ＜紫キャベツのマリネ＞
- 第16回(2/13) ジャガー横田･木下博勝夫妻 ＜豚ヒレ肉と赤ワインのソース＞ ＜ブルーチーズ入りポテトサラダ＞
- 第17回(2/20) 高田純次（1） ＜牛肉と白滝の生姜煮＞ ＜菜の花とカニの白和え＞
- 第18回(2/27) 高田純次（2） ＜鯛の木の芽味噌焼き＞
- 第19回(3/5) 小池栄子 ＜鶏のシードル煮クリーム仕立て＞ ＜春野菜とホタテのサラダ＞
- 第20回(3/12) 平井理央･中村仁美（フジテレビアナウンサー） ＜ゴーヤーチャンプル＞ ＜名無し料理＞

## スタッフ
- 構成：川辺美奈子
- CAM：加藤正純、薬袋孝人
- LD：上野斉夫
- AUD：倉持友和
- VE：伊奈一樹
- 編成：松崎容子（フジテレビ）
- 広報：加藤麻衣子（フジテレビ）
- 編集：轟禎治（D-Craft）
- MA：渡邊優久
- 音響効果：戸辺豊
- TK：増山郁子
- メイク：石川毅、平山直樹
- スタイリスト：北村勝彦、川島伸浩
- 料理指導：辻クッキング（土田笑子）
- 技術協力：IMAGICA、コールツ
- 制作協力：ゼブラカンパニー、テレビックアート、クリア・アップ
- 演出補：長谷吉洋
- 演出：戸上浩、小倉肇
- プロデューサー：井澤健
- 企画制作：イザワオフィス